# Эвондейл (Аризона)
Эвондейл (англ. Avondale) — город в Марикопе (Аризона, США). Согласно переписи 2020 года, население составляет 89 334 человека. Зарегистрирован в 1946 году.

## География
Координаты города — 33°26′01″ с. ш. 112°20′59″ з. д. (33.435322, −112.349758). Он граничит с Гудиером, Литчфилд-Парком, Финиксом и Толсоном.
По данным Бюро переписи населения США, Эвондейл имеет общую площадь в 124 км2. Из низ только 0,78 км2 приходится на воду. Река Хила пересекает южную часть города.
Через северную часть Эвондейла проходит автомагистраль I-10.

## История
В 2017 году город был награждён премией All-America City Award (с англ. — «Всеамериканский город») присуждаемой Национальной гражданской лигой, которую неофициально называют «Нобелевской премией за конструктивное гражданство» и которая выдается за активную гражданскую позицию жителей некорпоративных сообществ Соединённых Штатов в жизни местного самоуправления.

## Население
| Год переписи                              | Нас.  |  | %±     |
| ----------------------------------------- | ----- |  | ------ |
| 1920                                      | 517   |  | —      |
| 1930                                      | 1770  |  | 242,4% |
| 1950                                      | 2505  |  | 41,5%  |
| 1960                                      | 6151  |  | 145,5% |
| 1970                                      | 6626  |  | 7,7%   |
| 1980                                      | 8168  |  | 23,3%  |
| 1990                                      | 16169 |  | 98%    |
| 2000                                      | 35883 |  | 121,9% |
| 2010                                      | 76238 |  | 112,5% |
| 2020                                      | 89334 |  | 17,2%  |
| 1920–2020 — перепись населения. Источник: |       |  |        |

## Политика
Эвондейл входит в состав 3 избирательного округа Аризоны и 19 законодательного округа Аризоны.

## Климат
В городе преобладает климат жарких пустынь. Снег в этом районе бывает редко, выпадая раз в несколько лет. Зимой низкие температуры иногда опускаются ниже нуля.